# Diphu
Diphu (Assamesisch: ডিফু Ḍiphu [ˈdipʰu]) ist eine Stadt im indischen Bundesstaat Assam. Sie ist Verwaltungssitz und größte Stadt des autonomen Distrikts Karbi Anglong. Die Einwohnerzahl betrug beim Zensus 2011 61.797.
80 % der Bevölkerung sind Anhänger des Hinduismus, 11,6 % Christen, 6 % Muslime.
Diphu liegt auf einer Höhe von knapp 200 Metern über dem Meeresspiegel am Ufer des gleichnamigen Flusses. Über die Bahnstrecke von Guwahati über Lumding nach Dibrugarh ist Diphu an das Eisenbahnnetz angeschlossen.
Seit 1961 ist Diphu ein Town Committee.